# 대한민국의 텔레비전 드라마 목록 (ㅅ)
대한민국의 텔레비전 드라마 목록 (ㅅ)에서는 ㅅ으로 시작되는 제목의 대한민국의 드라마를 서술한다.

## 사
- 사건번호 113
- 사과꽃 향기
- 사람의 집
- 사랑 (1998년 드라마)
- 사랑과 결혼
- 사랑과 성공
- 사랑과 야망 (1987년 드라마)
- 사랑과 야망 (2006년 드라마)
- 사랑과 우정
- 사랑과 이별 (1997년 드라마)
- 사랑과 이별 (2000년 드라마)
- 사랑과 진실
- 사랑도 미움도 (1979년 드라마)
- 사랑도 미움도 (2006년 드라마)
- 사랑만 할래
- 사랑비
- 사랑아 사랑아
- 사랑에 미치다
- 사랑은 기적이 필요해
- 사랑은 노래를 타고
- 사랑은 못말려
- 사랑은 방울방울
- 사랑은 뷰티풀 인생은 원더풀
- 사랑은 블루
- 사랑은 아무나 하나 (2000년 드라마)
- 사랑은 아무나 하나 (2009년 드라마)
- 사랑은 아무도 못말려
- 사랑은 없다
- 사랑은 이런거야
- 사랑을 그대 품안에
- 사랑을 기억하세요
- 사랑을 믿어요
- 사랑을 위하여 (1992년 드라마)
- 사랑을 위하여 (1998년 드라마)
- 사랑을 할꺼야
- 사랑의 굴레
- 사랑의 기쁨
- 사랑의 방식
- 사랑의 불시착
- 사랑의 온도
- 사랑의 이름으로 (1996년 드라마)
- 사랑의 이름으로 (1999년 드라마)
- 사랑의 전설
- 사랑의 조건 (1993년 드라마)
- 사랑의 종말
- 사랑의 찬가 (드라마)
- 사랑의 향기
- 사랑이 뭐길래
- 사랑이 꽃피는 계절
- 사랑이 꽃피는 교실
- 사랑이 꽃피는 나무
- 사랑이 오네요
- 사랑찬가
- 사랑하고 싶다
- 사랑하기 좋은 날 (드라마)
- 사랑하는 갈대
- 사랑하는 당신
- 사랑하는 사람아 (드라마)
- 사랑하는 은동아
- 사랑하니까 (드라마)
- 사랑하세요?
- 사랑한다 말해줘
- 사랑한다면 (1996년 드라마)
- 사랑할때까지
- 사랑할수록
- 사랑합시다
- 사랑해 (드라마)
- 사랑해 당신을 (1990년 드라마)
- 사랑해 당신을 (1999년 드라마)
- 사랑해 사랑해
- 사랑해, 울지마
- 사랑해서 남주나
- 사랑했나봐
- 사막의 샘
- 사생결단 로맨스
- 사생활 (드라마)
- 사의 찬미 (드라마)
- 사이코메트리 그녀석
- 사이코지만 괜찮아
- 사임당, 빛의 일기
- 산 (드라마)
- 산너머 저쪽
- 산다는 것은
- 산바람 (1993년 드라마)
- 산부인과 (드라마)
- 산유화 (1983년 드라마)
- 산이 되고 강이 되고
- 산하 (1987년 드라마)
- 살다보면
- 살맛 납니다
- 살아가는 동안 후회할 줄 알면서 저지르는 일들
- 삼광빌라 연인들
- 삼국기
- 삼국시대 영웅전
- 삼김시대 (드라마)
- 삼생이
- 삼총사 (2002년 드라마)
- 상도 (드라마)
- 상두야, 학교가자
- 상류사회 (드라마)
- 상속자들
- 상어 (2013년 드라마)
- 상처 (드라마)
- 새댁 (드라마)
- 새벽 (드라마)
- 새야 새야 파랑새야 (드라마)
- 새엄마 (1972년 드라마)
- 새엄마 (2001년 드라마)
- 샐러리맨 초한지
- 산후조리원

## 서
- 서궁
- 서궁마마
- 서동요 (드라마)
- 서른이지만 열일곱입니다
- 서울 1945
- 서울 뚝배기
- 서울 탱고
- 서울 하늘 아래
- 서울의 달
- 선녀와 사기꾼
- 선덕여왕 (드라마)
- 선물 (드라마)
- 선배 그 립스틱 바르지 마요
- 선생님 우리 선생님
- 선암여고 탐정단 (드라마)
- 선택 (드라마)
- 선희 진희
- 설렘주의보
- 설중매
- 섬마을 선생님
- 성균관 스캔들
- 성난 눈동자
- 성난 얼굴로 돌아보라 (드라마)
- 성냥갑 속의 여자
- 성녀와 마녀 (드라마)
- 세 남자 세 여자
- 세 번 결혼하는 여자
- 세 번째 남자
- 세 여인
- 세 자매 (2010년 드라마)
- 세계의 끝 (드라마)
- 세상 끝까지
- 세상에서 가장 아름다운 이별 (1996년 드라마)
- 세상에서 가장 아름다운 이별 (2017년 드라마)
- 세상에서 제일 예쁜 내 딸
- 세상은 내게
- 세잎클로버 (드라마)

## 소
- 소문난 여자
- 소문난 칠공주
- 소설 목민심서
- 소원을 말해봐 (드라마)
- 소풍가는 여자
- 손 꼭 잡고, 지는 석양을 바라보자
- 손 the guest
- 솔로몬의 위증 (드라마)
- 솔약국집 아들들
- 송곳 (드라마)
- 쇼트 (드라마)
- 쇼핑왕 루이

## 수
- 수사반장
- 수사반장 1958
- 수상한 가정부
- 수상한 삼형제
- 수상한 장모
- 수상한 파트너
- 수줍은 연인
- 수호천사 (드라마)
- 숙희 (드라마)
- 순결한 당신
- 순금의 땅
- 순수 (드라마)
- 순수의 시대 (드라마)
- 순수청년 박종철
- 순심이
- 순애 (드라마)
- 순옥이
- 순자 (드라마)
- 순정 (드라마)
- 순정에 반하다
- 술의 나라
- 숨바꼭질 (드라마)
- 숲속의 바람
- 슈츠 (대한민국의 드라마)
- 슈팅 (드라마)
- 슈퍼대디 열

## 스
- 스마일 어게인
- 스무살 (2014년 드라마)
- 스위치 - 세상을 바꿔라
- 스위트 홈
- 스카이 캐슬
- 스캔들: 매우 충격적이고 부도덕한 사건
- 스케치 (드라마)
- 스크린 (드라마)
- 스타 (드라마)
- 스타의 연인
- 스타일 (드라마)
- 스타트업 (드라마)
- 스토브리그 (드라마)
- 스파이 명월
- 스포트라이트 (드라마)
- 슬기로운 감빵생활
- 슬기로운 의사생활
- 슬기로운 의사생활2
- 슬픈 연가
- 슬플 때 사랑한다
- 슬픔이여 안녕 (드라마)
- 승부사
- 스물다섯 스물하나

## 시
- 시간 (드라마)
- 시간이 멈추는 그때
- 시그널 (드라마)
- 시를 잊은 그대에게
- 시지프스 : the myth
- 시카고 타자기 (드라마)
- 시크릿 가든 (드라마)
- 시크릿 마더
- 시크릿 부티크
- 시트콩 로얄빌라
- 시티헌터 (드라마)
- 시티홀 (드라마)
- 식객 (드라마)
- 식샤를 합시다
- 식샤를 합시다 2
- 식샤를 합시다 3
- 신 귀공자
- 신 현모양처
- 신고합니다
- 신과의 약속
- 신기생뎐 (드라마)
- 신데렐라 (드라마)
- 신데렐라 게임
- 신데렐라 맨 (드라마)
- 신데렐라와 네 명의 기사
- 신돈 (드라마)
- 신들의 만찬
- 신부일기 (드라마)
- 신분을 숨겨라
- 신비의 거울속으로
- 신사와 아가씨
- 신사의 품격
- 신의 (드라마)
- 신의 선물 - 14일
- 신의 퀴즈
- 신의 퀴즈 2
- 신의 퀴즈 3
- 신의 퀴즈 4
- 신의 퀴즈: 리부트
- 신이라 불리운 사나이 (드라마)
- 신입사관 구해령
- 신입사원 (드라마)
- 신화 (드라마)
- 실종느와르 M
- 싱글파파는 열애 중

## ㅆ
- 싸우자 귀신아 (드라마)
- 싸인 (드라마)
- 쌈 마이웨이
- 쌉니다 천리마마트 (드라마)
- 써클: 이어진 두 세계
- 썸데이 (드라마)
- 쑥부쟁이 (드라마)
- 쓰리 데이즈 (드라마)
- 쌍갑포차 (드라마)
- 써치 (드라마)